# بايوشب باليدن
بايوشب باليدن (بالإنجليزية: Bio-ship Paladin)‏، هي لعبة فيديو يابانية من نوع شوتم أب، صدرت اللعبة لمنصة ميغا درايف وجهاز الأركيد سنة 1990، وأُعيدت الإصدار سنة 2019، وكانت من تطوير ونشر يو بي إل.